# Hadjidimitrovo, Stara Zagora
Hadjidimitrovo (în bulgară Хаджидимитрово) este un sat în comuna Kazanlăk, regiunea Stara Zagora,  Bulgaria. 

## Demografie
Componența etnică a satului Hadjidimitrovo
     Romi (15,49%)
     Turci (20,94%)
     Nicio identificare (27,46%)
     Bulgari (33,31%)
     Altele (2,79%)
La recensământul din 2011, populația satului Hadjidimitrovo era de 1.504 locuitori. Nu există o etnie majoritară, locuitorii fiind bulgari (33,31%), turci (20,94%) și romi (15,49%). Pentru 27,46% din locuitori nu este cunoscută apartenența etnică.